# Королевско-императорский маршрут
Королевско-императорский маршрут  (пол. Trakt Królewsko-Cesarski) — официальное название туристического маршрута по историческим местам и достопримечательностям города Познань. Ориентироваться в городском пространстве помогают красные таблички на столбах в виде вырезанной короны, которыми обозначен маршрут. Его длина составляет 3 км. Стартовым пунктом является интерактивный исторический центр Ворота Познани. Маршрут проходит через Тумский остров, Старую рыночную площадь и заканчивается на площади Адама Мицкевича, напротив Кайзеровского замка.

## Создание
Поводом для создания маршрута является богатая история города. На протяжении веков Познань посещали самые важные деятели европейской и польской политической сцены — отсюда и название маршрута. В Познанском соборе похоронены правители из династии Пястов. Кроме того, Познань — как предположительно место крещения Польши и, следовательно, один из центров церковного управления, который формировался в то время, — посетил император Отто III во время знаменитого Гнезненского конгресса. В 1806 году Наполеон Бонапарт избрал Познань местом командования своей армии, а Вильгельм II построил себе в городе имперский замок.
Проект Королевско-императорского маршрута был реализован в 2006—2013 годах мэрией Познани на основе концепции, разработанной Региональным центром исследований и документации памятников в Познани. Программа была воплощением положений Национальной культурной программы «Охрана памятников и культурного наследия на 2004—2013 годы». С 2009 года его координирует Центр культурного туризма TRAKT.

## Структура
Маршрут длиной 3 км можно пройти пешком от начала до конца, воспользоваться городским велосипедом или проехать трамваем.. В состав маршрута входят 3 центральные части города: Тумский остров (Ostrów Tumski), Старый город (Stare Miasto) и Центр (Śródmieście). Также в данный маршрут входят 4 небольшие дополнительные трассы: Сьрудка, Хвалишево, Холм святого Адальберта Пражского и Пяски и Гробла.

## Тумский остров
Тумский остров является самой древней частью города. Древнее городище возникло тут уже в X веке. Остров омывается с обеих сторон реками Вартой и Цыбиной. Благодаря удобному и безопасному географическому положению острова, поляне возвели здесь в X веке деревянный град, фундаменты коротого можно увидеть в археологическом заповеднике Genius Loci. На острове находится Кафедральный собор святых Петра и Павла и Костёл Имени Пресвятой Девы Марии. Также на маршруте находятся и другие памятники истории и архитектуры: Palatium (средневековый каменный дворец князя Мешко I), Дворец архиепископа, Кафедральный шлюз, Музей архиепархии (бывшая Академия Яна Лубранского) и другие.

## Старый город
В течение почти 800 лет Старый город был домом для более тридцати поколений жителей. Его история была отмечена первыми поселенцами, которые придали ему характер, сохранившийся до наших дней. Строительство Старой рыночной площади на левом берегу Варты началось уже в XIII веке. Средневековый уклад улочек старой Познани сохранился по сей день. На трассе находятся такие достопремичательности, как Познанская ратуша, Позорный столб (польск. Pręgierz), Колодец Бамберки, Будничие домики, Фарный костёл, бывшая синагога, бывшая Иезуитская коллегия и многие другие.

## Центр
В XIX веке, во время разделов Польши, Познань была включена в состав Королевства Пруссия. Её жителями в то время были поляки, немцы и евреи. Власть и право решать дела города были в руках немцев, что вызывало несогласие среди местного населения. В течение многих лет современный центр Познани был ареной польско-немецкого культурного конфликта. На данной трассе также находится много памятников с богатой историей, таких как: Национальный музей (ранее Музей императора Фридриха III), Площадь Свободы, Библиотека Рачинских, костёл св. Мартина, Польский театр, Большой театр (Опера), Кайзеровский замок и другие.

## Дополнительные сведения о маршруте
Ориентироваться в маршруте помогают специальные информационные буклеты, доступные в Воротах Познани и городской туристической информации. Буклеты делятся на главные и вспомогательные маршруты, а также маршруты тематические, такие например, как история познанянок, история реформации, история еврейского исторического наследия, и познанская трасса науки. Туристам предлагается также городская игра под названием «Архитектура».